# Castell de Sceaux
El castell de Sceaux és una gran mansió rural a Sceaux (Alts del Sena), prop de París, França. Situat en un parc dissenyat per André Le Nôtre, allotja el Museu de l'Île-de-France, un museu d'història local. El castell original havia estat construït per Jean-Baptiste Colbert, ministre de finances de Lluís XIV, qui va comprar el domini el 1670. El castell actual, dissenyat per evocar l'estil de Lluís XIII, data del Segon Imperi Francès. Alguns dels edificis annexos originals de Colbert encara es conserven, així com la disposició del jardí.

## Història

### Primer castell de Sceaux
El 1470, Jean II Baillet (1400-1477), senyor de Sceaux, cap dels serveis generals de la casa del rei, va rebre el rei Lluís XI i la reina Carlota de Savoia amb tota la cort. Havia reunit els tres feus que formaven la senyoria de Sceaux: Ceaux-le-Petit, l'Enffermerie de Saint-Germain-des-Près i Ceaux-le-Grand. Aquesta última finca provinent del seu pare, Pierre Baillet, primer senyor de Sceaux que l'havia comprada a Alix de Vaubouillon. La senyoria va restar en poder d'aquesta família fins a la fi del segle xvi quan la senyoria va passar a tres germanes Baillet: Renée, Isabeau i Charlotte que, en indivisió, la van perdre. La propietat, que ocupava 119 vessanes (aproximadament 50 hectàrees), va ser recomprada el 1597 per Louis Potier, espòs de Charlotte, baró de Gesvres i conseller del rei; el poderós personatge ja havia comprat la senyoria de Blérancourt el 1595. El seu germà, Nicolas III Potier, estava casat amb una altra de les germanes, Isabeau.
Al començament del segle xvii, els Potier de Gesvres, senyors de Sceaux des del 1597, varen fer construir un castell d'estil Enric IV o Lluís XIII (la data exacta no és coneguda). La família burgesa acabaria aconseguint esdevenir ducs: primerament ducs de Tresmes i més tard ducs de Gesvres. Paral·lelament a aquesta evolució, Sceaux es va transformar en castellania el 1612 i en baronia el 1619-1624.

### El castell de Colbert

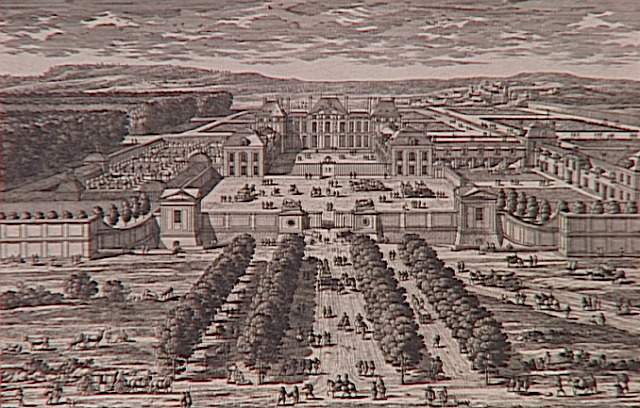
El castell de Sceaux en temps de Colbert, vist des de l'avinguda d'entrada. Gravat de Pérelle

El 1670, Jean-Baptiste Colbert, ministre de Lluís XIV de França, que desitjava disposar d'un domini prop de París i no lluny de Versalles, comprà la terra de Sceaux, als tres hereus de René Potier, marquès de Gesvres i duc de Tresmes. Realitzà importants adquisicions predials per tal d'ampliar el domini que creix fins a un centenar d'hectàrees. Quan el fill de Colbert, el marquès de Seignelay, fa l'adquisició de la senyoria de Châtenay, el parc va arribar a una superfície de 225 hectàrees (aproximadament 700 vessanes). Colbert va fer ampliar l'edifici, que havia estat construït al començament del segle xvii i varen dissenyar un parc a la francesa de la mà d'André Le Nôtre. Es desconeix qui va ser l'arquitecte de l'ampliació de l'edifici, però tenint en compte la posició eminent del client - que ocupava des del 1664 el càrrec de Superintendent dels Edificis del Rei - no hi ha gaire dubte que havia de tractar-se d'un dels més grans de l'època, potser Antoine Le Pautre. Investigacions recents han permès trobar el nom dels dos empresaris - Maurice Gabriel i Jean Girard - que van construir el cos central del castell de Saint-Cloud. Claude Perrault va intervenir a l'edificació de la capella que es trobava a l'ala sud del castell.
El castell constava d'un cos central flanquejat de dos pavellons i, en escaire, dues llargues ales en planta baixa terminades per dos pavellons. El de l'esquerra, quadrat a l'exterior però circular a l'interior i cobert amb una cúpula, tancava la capella, decorada per Charles Le Brun. La decoració del castell (façana i interior) va comptar amb la intervenció d'excel·lents artistes com a François Girardon, Jean-Baptiste Tuby, els germans Marsy, Jean-Baptiste Théodon. El gabinet de treball de Colbert estava adornat amb vint-i-quatre busts en marbre d'emperadors, emperadrius i senadors romans i de medallons en marbre blanc dels dotze Cèsars, en marcs en fusta daurats. S'hi trobava igualment un bust d'Homer, un grup de lluitadors en marbre blanc i dos esfinxs de marbre vermell.
El conjunt, ja passat de moda en l'època de la construcció, traïa la preocupació de Colbert de no repetir l'error de Nicolas Fouquet al Castell de Vaux-le-Vicomte: encara que considerablement ampliat respecte a la modesta casa dels Potier de Gesvres, l'edifici havia de donar la impressió d'una implantació anterior als treballs del ministre.
Per als jardins, Le Nôtre va crear un eix nord-sud paral·lel a la façana principal del castell de més d'un quilòmetre. Començava del costat del poble amb una conca en mitja lluna, després seguien dos camins, una gran cascada i, més avall, la basa anomenada l'Octàgon. D'est a oest se superposaven les terrasses de cares tallades. A l'est, l'hort era dominat pel pavelló anomenat de l'Aurora. El parc estava adornat per nombroses estàtues de les quals destacava l'Hèrcules gal de Pierre Puget (avui al Museu del Louvre). La Gran Cascada, on les aigües sortien de dues estàtues de rius degudes a Antoine Coysevox, era l'admiració dels contemporanis. L'entrada d'honor, les quadres i el pavelló de l'Aurora daten d'aquest primer període.
L'agost del 1673, Colbert rep al seu castell Felip d'Orleans, germà del rei, vingut a sol·licitar subsidis per a una festa que projectava donar. El juny del 1675, la reina, el Delfí i la Delfina visitaren també el domini. El juliol del 1677, finalment el rei Lluís XIV va a Sceuax. Per a Colbert era un exercici difícil i altament arriscat, que va resoldre com un perfecte cortesà. Les Seves Majestats visiten els apartaments, dels quals destaquen «la meravellosa neteja» abans de sentir el pròleg de l'òpera Hermione als jardins. Després del ressopó, es representà Fedra de Jean Racine al primer hivernacle per a tarongers, situat a l'ala dreta del castell. Sortint, Lluís XIV és aclamat per la població de Sceaux reunida al jardí meravellosament il·luminat. El sobirà, encantat, dirà al seu ministre que mai no s'havia divertit tan agradablement, i el Mercure Galant escrigué sobre la festa «que va ser sumptuosa sense fast, i abundant en totes les coses sense que hi hagués res de surperflu».
L'octubre del 1677, Colbert va convidar tots els membres de l'Académie française. Després del dinar, Philippe Quinault donà lectura del seu Poema de Sceaux al pavelló de l'Aurora mentre que Charles Perrault llegia estrofes molt aplaudides. No es va quedar en Sceaux més que tretze anys (1670-1683), el seu fill gran continuaria la seva obra durant set anys, (1683-1690), la vídua d'aquest últim continuarà després de la sobtada mort del marquès de Seignelay.

### El castell del marquès de Seignelay

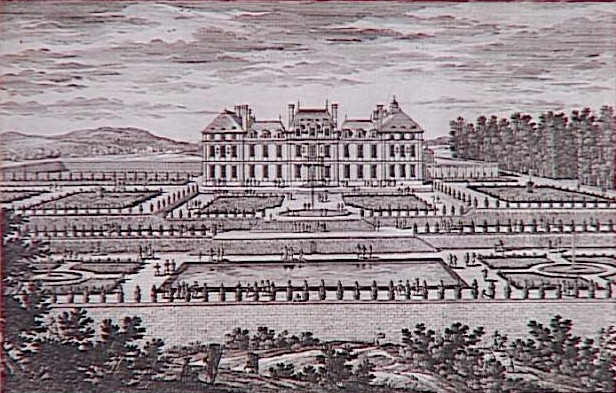
Vista des dels parterres. Gravat d'Adam Pérelle.

Quan Colbert mor el setembre del 1683, el castell de Sceaux passa a la propietat del seu fill, el gran de nou fills, el Marquès de Seignelay, home brillant que va succeir igualment en alguns dels càrrecs del seu pare: Soldat d'infanteria de marina i Secretaria d'Estat a la Casa del rei. Aquest fa reorganitzar luxosament els interiors, encarregant un pis al gust xinès, decorat amb laques, destinat a la seva dona. Va fer construir el 1686 per Jules Hardouin-Mansart l'hivernacle per a tarongers que parcialment es manté avui (originalment de 80 metres, va estar parcialment retallat durant la guerra del 1870), i que va ser l'admiració dels contemporanis i que serviria des del començament com galeria d'art, visitada pels ambaixadors del rei del Siam.
Amplià considerablement el parc, comprant la senyoria de Châtenay al capítol de Notre-Dame de París, portant la superfície de l'àmbit fins a 227 hectàrees. Fa crear al parc un segon eix per André Le Nôtre, perpendicular a l'eix original, cavant el Gran Canal, de 1.140 metres de longitud, acabat el 1691 i la creació de la terrassa dominant-lo anomenada avui «Explana Pintades». El conjunt de les excavacions i parterres davant el castell són remenats per crear quatre nivells de terrasses en pendent suau, adornats de parterres de brodats amb conques, d'un parterre de compartiments dominant el canal i d'una Taula de Joc en direcció a Châtenay-Malabry a l'oest.
El 16 de juliol del 1685, Seignelay rep el rei i la cort en el moment d'una cèlebre festa organitzada pel decorador Jean Berain. El rei es passejà llargament pels jardins. Admirà el pavelló de l'Aurora, els estanys i les fonts, retornant després al castell. L'hivernacle per a tarongers que ocupava llavors l'ala sud del castell ha estat transformat en sala d'espectacles on hom donà L'Idil·li de Sceaux o Idil·li de la Pau obra de Lully i de Jean Racine, cantada pels membres de l'Òpera. La festa es termina amb un sumptuós festí. Les taules van estar disposades al voltant d'una nou estany prop de l'ala sud del castell.
El marquès de Seignelay mor el 1690 i la seva esposa el 1699; els seus fills no aprofitaren el domini que fou venut pel seu tutor al duc i a la duquessa de Maine.

### Castell del duc de Maine

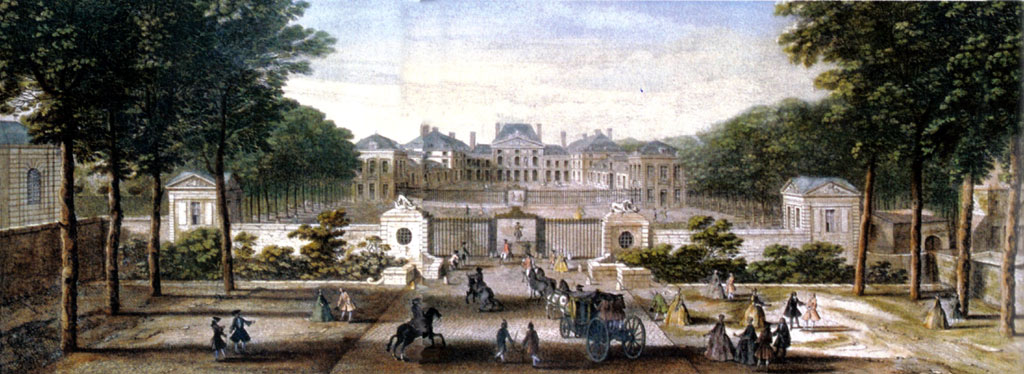
El castell de Sceaux en els temps de la duquessa de Maine, gravat de Jacques Rigaud,1736

El 1700, els hereus del marquès de Seignelay venen el castell al Lluís August de Borbó, el duc de Maine, fill natural legitimat i preferit de Lluís XIV i de Madame de Montespan. l'Duquessa de Maine, (1676-1753), era la filla petita del Gran Condé i manté a Sceaux una cort brillant. Fa construir per Jacques de La Guépière el pavelló de les Feres (destruït), situat al nord del gran parc i envoltat d'un jardí. Donen una festa brillant per celebrar la sortida del Duc d'Anjou (net de Lluís XIV) a Espanya, on esdevindrà rei sota el nom de Felip V d'Espanya. Crea el 1703, l'Orde de l'abella i la seva divisa va ser: «Sóc petita, cert, però faig cruels ferides», vers basat a «L'Amintas» de Torquato Tasso.
A la mort de la duquessa de Maine el 1753, el castell passa als seus fills, el Príncep de Dombes després, a la defunció d'aquest el 1755, al comte d'Eu. El 1775, a la mort de comte d'Eu, el seu cosí el Duc de Penthièvre recuperà l'heretatge. El 1786, el duc projecta transformar una part del parc en jardí a l'anglesa. El 1791, dona el domini a la seva filla, l'duquessa d'Orléans.
El duc de Penthièvre mor el 4 de març del 1793. Els seus béns són confiscats des d'abril del 1793.

### Àmbit a la Revolució
El domini va ser confiscat com a bé nacional des del 1793, transformant-se en escola d'agricultura. La majoria de les estàtues varen ser preses per Alexandre Lenoir per al seu museu dels monuments francesos. El domini va ser comprat el 1798 per Jean François Hippolyte Lecomte, negociant especulador, enriquit amb el comerç del vi, amb Fouché, que, cap al 1803, destruí el castell per vendre'n els materials.

### El castell del duc de Trévise

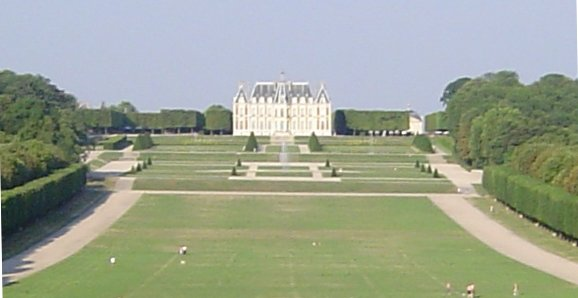
El castell de Sceaux domina el parc

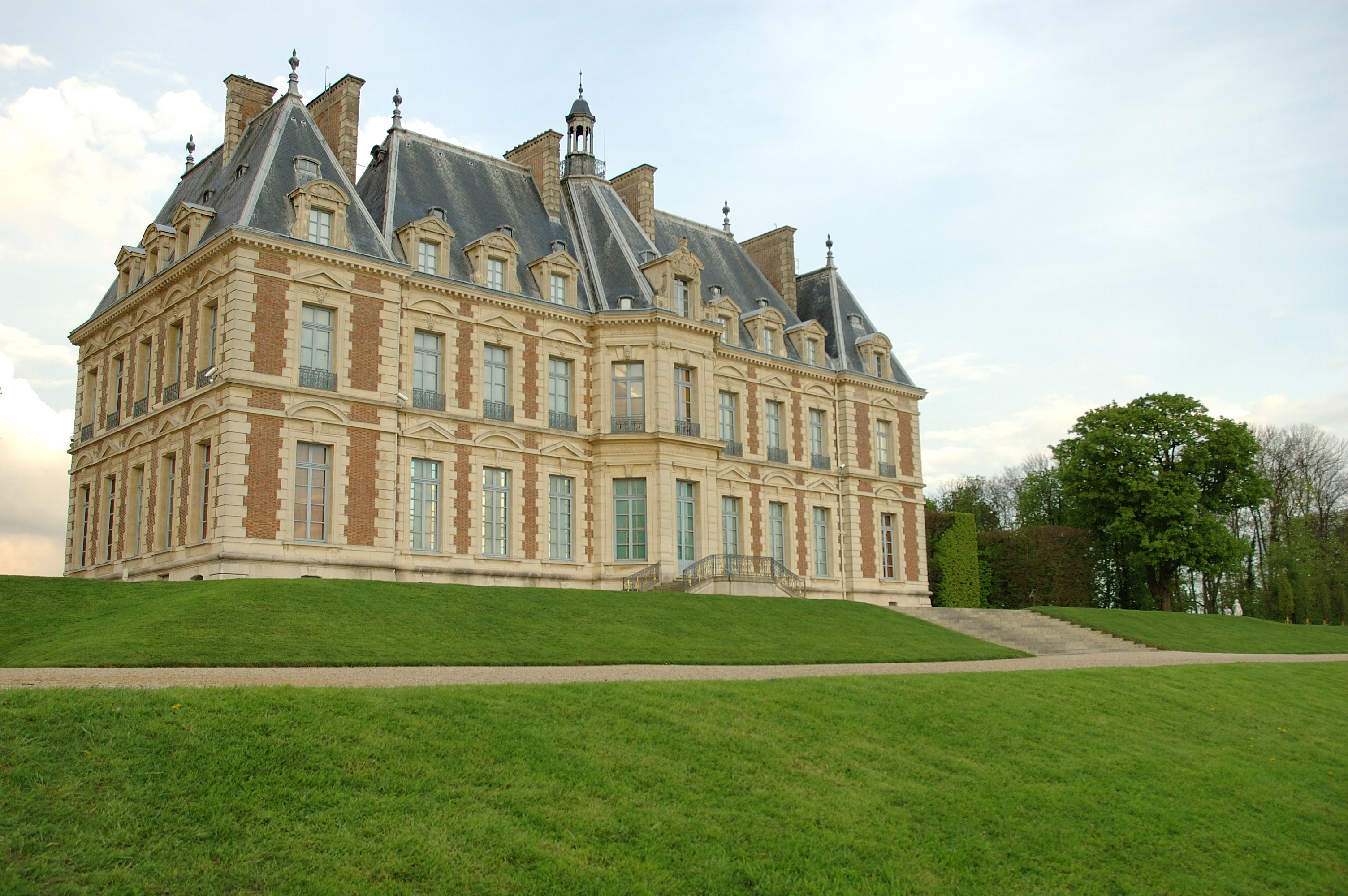
El castell de Sceaux avui

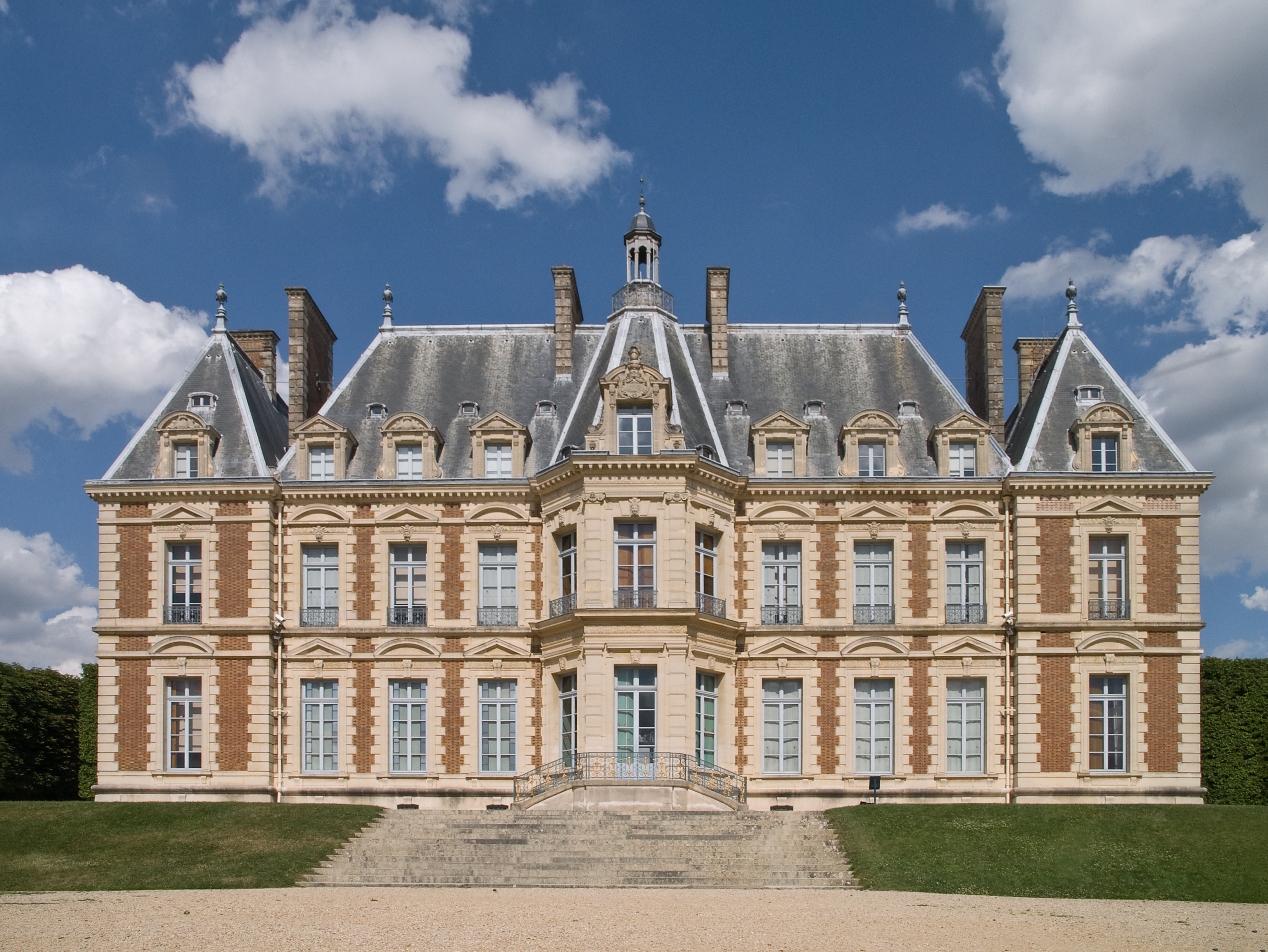
Façana oest del castell de Sceaux

El 1828, Anne-Marie Lecomte-Stuart (1808- 1870), filla de Mr. Lecomte es casà amb Napoleó Mortier de Trévise (1804-1869), fill del Mariscal Mortier, duc de Trévise. Segon duc de Trévise el 1835, aquest va fer reconstruir a l'emplaçament el castell de Colbert, una obra d'estil Lluís XIII en maó i pedra que es pot veure actualment. Els treballs van estar dirigits per l'arquitecte Joseph-Michel El Soufaché entre el 1856 i 1862, segons el projecte de l'arquitecte Auguste Théophile Quantinet. El parc va ser acuradament replantat sobre les traces de Le Nôtre. Sota el Segon Imperi, el domini fou el teatre de festes brillants.
El segon duc de Trévise va morir el 1869 i el 1870 el domini va ser ocupat per les tropes bavareses que saquegen el poble de Sceaux. La propietat es va continuar mantenint en indivisió i alguns anys més tard Hipòlit Mortier de Trévise, marquès de Trévise, redimeix les seves parts als seus germans i germanes i continua mantenint el domini fins a la seva mort el 1892. Sceaux va passar llavors a ser propietat de la seva filla, la princesa Léonie de Cystria-Faucigny-Lucinge. Aquesta es desinteressà de la propietat que la seva mare guardà en usdefruit.
Resten de l'època de l'Antic Règim (abans de la Revolució):
- l'eix que porta de la carretera d'Orléans en l'entrada d'honor del castell amb els seus fossats secs, el seu pont dorment i els seus dos pavellons de guàrdia.
- El pavelló de l'Aurora (cap a 1672).
- L'hivernacle per a tarongers, construït per Jules Hardouin-Mansart el 1686.
- Les quadres, l'abeurador i els edificis de la granja.
- Algunes estàtues de marbre o de pedra flanquejant alguns camins del parc (els jardins i parterres d'avui, no representen més que una part del parc de Le Nôtre després del seu esquarterament parcial realitzat amb l'objectiu de crear edificis de gran luxe).
- Els principals eixos del parc.
- El gran canal i l'eix perpendicular.
- L'estany de l'Octàgon.
- Alguns graus coberts amb gespa.

El pavelló de Hannover va ser instal·lat a Sceaux el 1932 en la part del parc prop de Châtenay.

### El parc de Sceaux

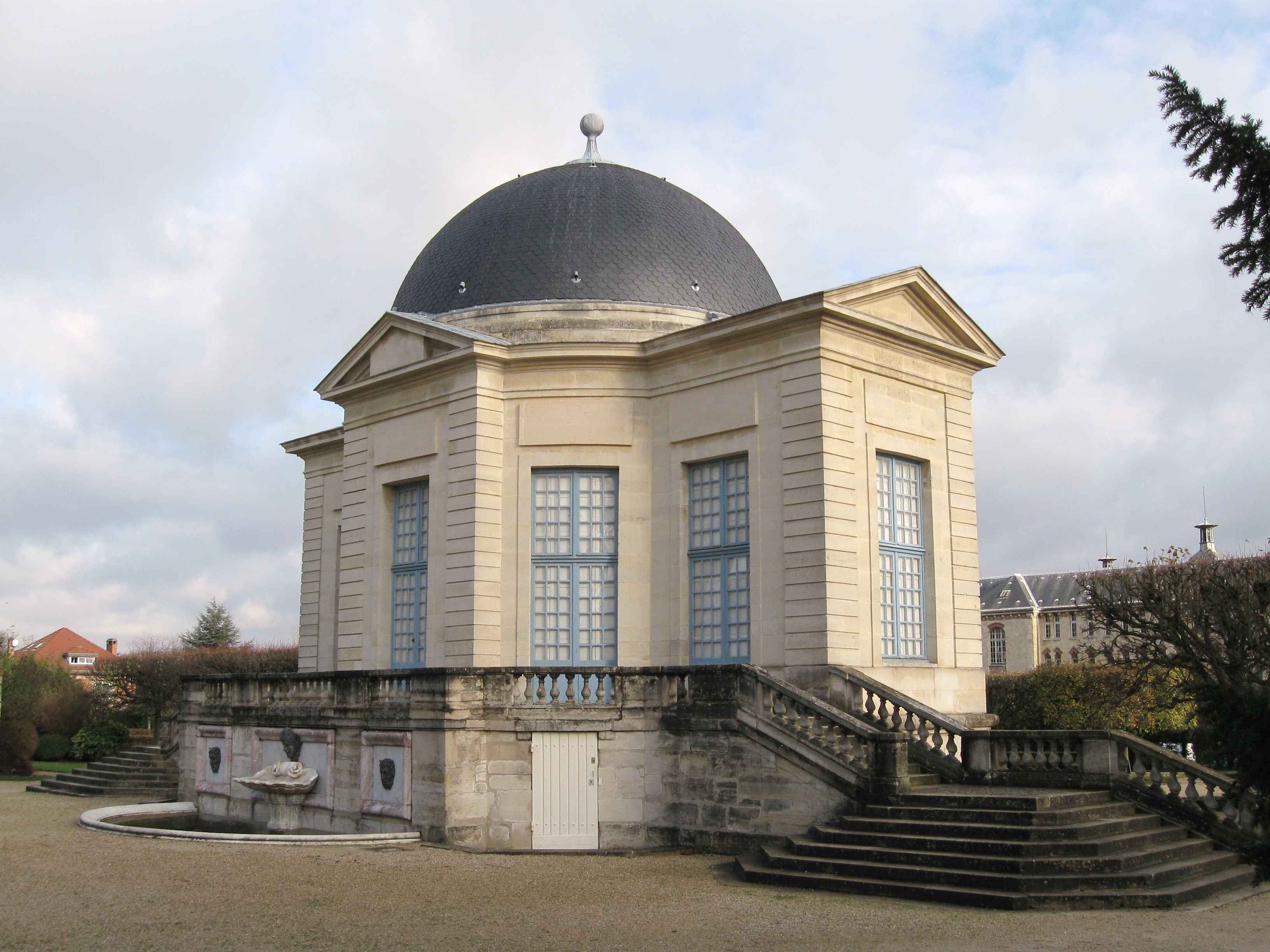
Pavelló de l'Aurora

El Parc de Sceaux s'estén sobre els municipis de Sceaux i d'Antony. L'àmbit de Sceaux depèn avui de la diputació provincial dels Alts del Sena.
El parc va ser dissenyat per André Le Nôtre a la fi del segle xvii a petició de Colbert i del seu fill el Marquès de Seignelay. Moltes vegades aquest parc ha estat en perill de desaparèixer. A la Revolució Francesa, va ser transformat en escola d'agricultura i tot allò que li aportava bellesa va desaparèixer. Al començament del segle xix el castell va ser destruït després que el domini va ser venut com a bé nacional.
La superfície del parc és de 181 hectàrees: 121 al municipi de Sceaux, i 60 al municipi d'Antony.